# Kazimierz Trębacz
Kazimierz Maria Trębacz (ur. 2 października 1955 w Świdniku) – polski biolog, profesor nauk biologicznych.

## Życiorys
Kazimierz Trębacz uczęszczał do I Liceum Ogólnokształcącego w Świdniku, gdzie zdał maturę w 1974. Następnie w 1979 ukończył studia fizyczne, w 1985 obronił pracę doktorską. Następnie odbył dwa staże naukowe w Kanadzie w pracowni prof. D. Fensoma. Staże miały miejsce w 1986 oraz 1988 roku. W 1991  otrzymał stypendium Fundacji Alexandra von Humboldta. W ramach tego stypendium przebywał przez dwa lata w Niemczech, pracując w zespołach prof. A. Sieversa oraz prof. W. Simonisa. W 1995 habilitował się na podstawie pracy zatytułowanej Mechanizm jonowy potencjałów czynnościowych i ich powiązania z procesami fizjologicznymi u roślin. Tytuł profesora nauk biologicznych uzyskał w 2000 roku.
Został zatrudniony na Uniwersytecie Marii Curie-Skłodowskiej w Lublinie.
Był członkiem Komitetu Biochemii i Biofizyki PAN oraz członkiem zarządu Polskiego Towarzystwa Biologii Eksperymentalnej Roślin.